# La Forge de Vulcain (Vasari)
Pour les articles homonymes, voir La Forge de Vulcain.
La Forge de Vulcain est un tableau de Giorgio Vasari, une peinture à l'huile sur cuivre réalisée entre 1567 et 1568, conservée au musée des Offices.

## Historique
Réalisé entre 1567 et 1568,  commandité par   François de Médicis, le tableau est une allégorie mythologique de la relation entre l'Invention et l'Art (représentés respectivement par Athéna et Vulcain) un  sujet détaillé  à Vasari en 1565-1567 par un de ses collaborateurs, l'humaniste Vincenzo Borghini, dans le but de célébrer la fondation de l'Accademia delle Arti del Disegno, créée en 1563.

## Description
Dans un premier plan fortement éclairé, une divinité féminine en  armure suggérée, debout, le compas et l'équerre à la main, confie à Vulcain un projet qu'il reporte sur un bouclier ; ils sont entourés de divinités mineures enfantines portant les outils, et les ouvriers de la forge emplissent chacun, dans leurs activités, le reste du tableau, qui le dessin par gravage, qui le battage du fer, qui l'usage du feu de la forge. On distingue trois figures féminines en haut à gauche en « Trois Grâces ».

## Analyse
Suivant les études il peut s'agir non d'Athéna mais de  Thétis (demandant des armes pour son fils Achille) elle-même vêtue d'armure en Minerve.
La rencontre est celle entre la déesse de l'intellect (ingenium) et le dieu de l'art (ars) qui  est vu en train de ciseler, sur le bouclier, le Bélier et le Capricorne, les signes zodiacaux de François et Cosme de Médicis, les protecteurs du peintre Vasari. Les trois Grâces (Peinture, Sculpture, Architecture) accompagnent le dieu de l'art dans « son atelier » en allégorie de l'Académie.